# Wibi Soerjadi
Wibisono Augustinus (Wibi) Soerjadi (Leiden, 2 maart 1970) is een Nederlands concertpianist en componist.

## Biografie

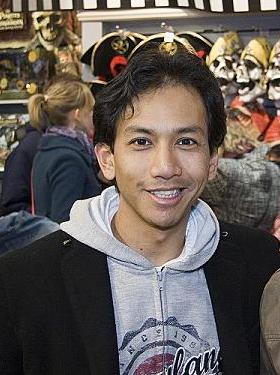
Soerjadi (2007)

Wibi Soerjadi is een van de vijf zonen van de van Indonesische afkomst en in Nederlands-Indië geboren wiskundige dr. ir. Raphaël Soerjadi en sociologe Floor Wasirin. Toen hij elf jaar oud was, begon hij met het bespelen van de piano. Al op vijftienjarige leeftijd won hij de eerste prijs op het Prinses Christina Concours in Den Haag. Later ging hij naar het Sweelinck Conservatorium te Amsterdam, waar hij na drie jaar studie bij Jan Wijn vervroegd eindexamen deed als uitvoerend musicus. Hierbij behaalde hij het hoogst haalbare cijfer. Nog tijdens zijn studie had hij de derde prijs behaald op het prestigieuze Franz Lisztconcours. Zijn toenmalige vriendin Marion Klijnsmit, met wie hij sinds zijn negentiende samenwoonde, werd zijn manager.
In 1992 speelde Soerjadi op Koninginnedag voor koningin Beatrix en prins Claus de door hem zelf gecomponeerde Koninginnedagparafrase. Vanaf 1993 geeft hij ieder jaar een, vanaf het begin uitverkocht, kerstrecital in het Concertgebouw te Amsterdam. Op 22 november 1996 trad hij op in de beroemde grote zaal van Carnegie Hall in New York. In augustus 2002 verhuisde Soerjadi van Twisk naar het landgoed Wulperhorst in Zeist, waar hij in zijn eigen concertzaal (meestal de Salon) concerten geeft en een pianoacademie (de Wibi Academy) is gestart met masterclasses en zomercursussen. In 2013 zette hij het landgoed te koop en in 2019 werd het verkocht aan de projectontwikkelaar Panta Rhei Real Estate uit Amsterdam, die in het huidige pand en een nieuw te bouwen koetshuis 25 wooneenheden voor ouderen gaat realiseren. Soerjadi verhuisde kort daarvoor naar Villa Peckedam op Landgoed Nijenhuis in Diepenheim.
In 2005 mocht hij ter gelegenheid van het 50-jarig jubileum van Disneyland Californië een optreden geven in Disneyland Parijs. Daar bracht hij zijn eigen Grande Fantaisie de Concert sur des thèmes de La Belle et la Bête ten gehore. In 2006 vierde hij zijn 25-jarig jubileum met een gratis openlucht pianofestival in zijn tuin. Op 22 mei 2007 gaf Soerjadi een recital als cultureel geschenk van koningin Beatrix tijdens haar staatsbezoek aan Slowakije. De volgende dag gaf hij als afsluiting van het staatsbezoek een masterclass aan de topstudenten van het conservatorium te Košice in aanwezigheid van de koningin.
In 2009 werd Wibi getroffen door een aantasting van zijn gehoorzenuw waardoor hij maandenlang niet kon werken.
In 2011 vierde hij zijn dertigjarig jubileum. Ter gelegenheid hiervan trad hij op 27 januari 2011 voor de tweede maal op in de Carnegie Hall te New York. Hij speelde een negendelig liefdesverhaal (Amor & Psyche) dat hij tijdens zijn doofheid had gecomponeerd; dit verscheen ook op een album. In 2011 had hij een televisieprogramma, genaamd Onder Wibi's vleugels. In 2019 was Soerjadi te zien als jurylid in het SBS6-programma Superkids. Op 5 mei 2023 trad hij op tijdens het 5 mei concert op de Amstel in Amsterdam.
Zijn jongste broer Ardjoena Soerjadi is eveneens musicus.

## Composities
Hieronder een selectie van composities van Wibi Soerjadi.
- 2005 – Grande Fantaisie de Concert sur des thèmes de La Belle et la Bête
- 2007 – Parafrase op The Lion King
- 2007 – The Spirit of Sunrise - Kur van Imke Schellekens-Bartels en Sunrise
- 2007 – Dance of Devotion - Kur van Anky van Grunsven en IPS Salinero
- 2008 – Bellezza - Speciaal gecomponeerd voor de AEGON Challenge Cup waarin Akiko Suzuki heeft geschaatst op dit lied
- 2008 – Voor Mama - Speciaal gecomponeerd voor zijn moeder Floor
- 2010 – Amor & Psyche
- 2017 – Once Upon a Time

## Onderscheidingen
- 1985 - 1e prijs Prinses Christina Concours in Den Haag
- 1988 - 1e prijs Nationaal Eurovision Competition for young musicians
- 1989 - 3e prijs Internationaal Franz Liszt Pianoconcours
- 1990 - onder andere Elisabeth Evertsprijs
- 1998 - Echo Klassik Award van de Deutsche Phonoakademie
- 1999 - publieksprijs Edison Classical Music Award
- 2007 - benoemd tot Ridder in de Orde van Oranje-Nassau
- 2022 - bevorderd tot Officier in de Orde van Oranje-Nassau[7]

## Discografie

### Albums
| Album met eventuele hitnotering(en) in de Nederlandse Album Top 100 | Datum van verschijnen | Datum van binnenkomst | Hoogste positie | Aantal weken | Opmerkingen |
| ------------------------------------------------------------------- | --------------------- | --------------------- | --------------- | ------------ | ----------- |
| Het Vredenburg concert                                              | 1989                  | -                     |                 |              | Livealbum   |
| Saint-Saëns pianoconcerten 2 en 4, Wedding Cake                     | 1995                  | -                     |                 |              |             |
| A touch of romance                                                  | 1996                  | 06-04-1996            | 13              | 29           |             |
| Live at Carnegie Hall                                               | 1997                  | 01-03-1997            | 16              | 15           | Livealbum   |
| Liszt for lovers: Piano dreams of love and passion                  | 1997                  | -                     |                 |              |             |
| Wibi Soerjadi plays Chopin                                          | 1998                  | 11-04-1998            | 19              | 19           |             |
| Rachmaninov pianoconc. nrs. 2 & 3                                   | 2000                  | 20-05-2000            | 58              | 5            |             |
| Pieces of a dream                                                   | 2003                  | 22-11-2003            | 48              | 11           |             |
| Encore                                                              | 2004                  | -                     |                 |              |             |
| All-time classics                                                   | 2006                  | 30-12-2006            | 79              | 3            |             |
| Amor & psyche                                                       | 2011                  | 05-11-2011            | 61              | 2            | als Wibi    |

### Singles
| Single met eventuele hitnotering(en) in de Nederlandse Top 40 | Datum van verschijnen | Datum van binnenkomst | Hoogste positie | Aantal weken | Opmerkingen                              |
| ------------------------------------------------------------- | --------------------- | --------------------- | --------------- | ------------ | ---------------------------------------- |
| Blind for you                                                 | 2005                  | 03-12-2005            | 13              | 10           | met DI-RECT / Nr. 7 in de Single Top 100 |
| Undaunted                                                     | 2015                  | -                     |                 |              | Nr. 79 in de Single Top 100              |
| Bleed 4 de fam                                                | 2016                  | -                     |                 |              | met SFB / Nr. 64 in de Single Top 100    |